# Hinrich Lehmann-Grube

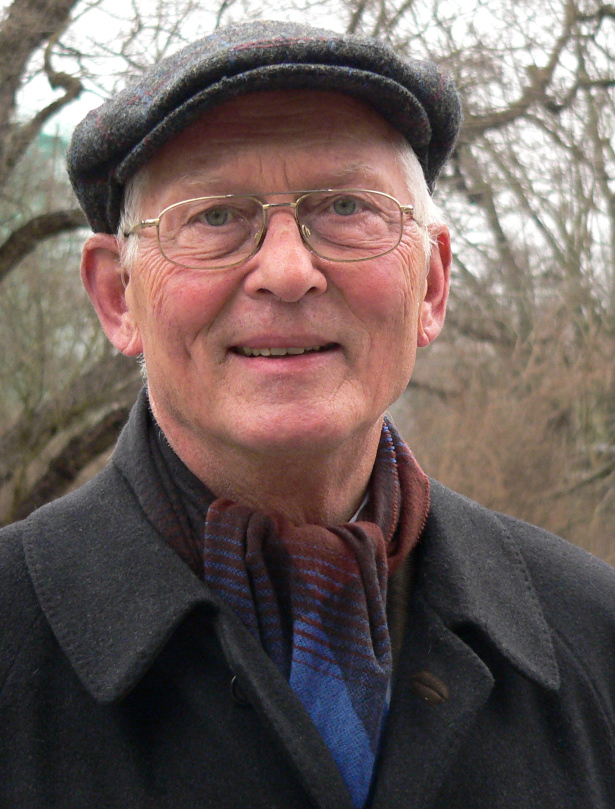
Hinrich Lehmann-Grube (2011)

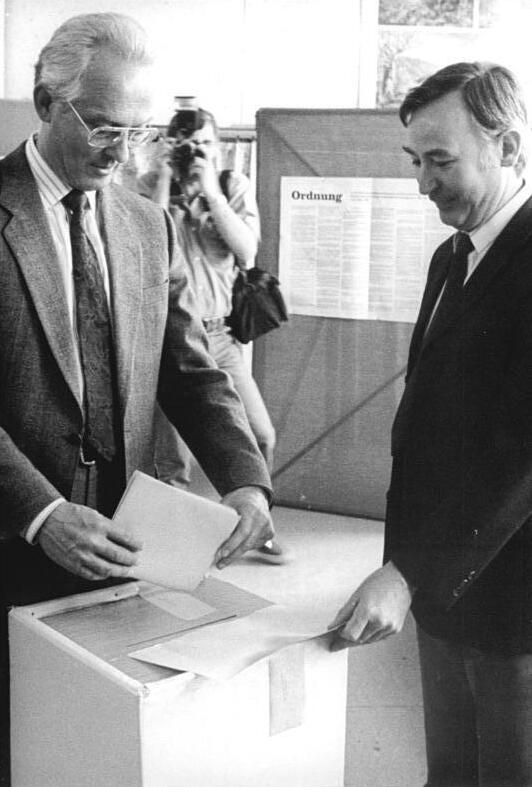
Lehmann-Grube (links) bei der Kommunalwahl 1990 in Leipzig

Hinrich Lehmann-Grube (* 21. Dezember 1932 in Königsberg; † 6. August 2017 in Leipzig) war ein deutscher Kommunalpolitiker (SPD). Von 1979 bis 1990 war er Oberstadtdirektor von Hannover, danach bis 1998 Oberbürgermeister der Stadt Leipzig.

## Leben
Hinrich Lehmann-Grube wurde im Dezember 1932 als Sohn des Kinderarztes Fritz Lehmann-Grube und dessen Gattin Elsa geb. Lück geboren. Am Ende des Zweiten Weltkrieges flüchtete die Familie nach Hamburg, woher seine Mutter stammte. Er beendete im Jahr 1951 seine Schulzeit mit dem Abitur in Hamburg und studierte anschließend Jura, unterbrochen von einem halbjährigen Studienaufenthalt an der Sorbonne in Paris. Er absolvierte beide Staatsexamina und wurde im Jahr 1961 promoviert.
Im Jahr 1956 wurde Lehmann-Grube Mitglied der SPD. 1957 heiratete er Ursula Paproth. Das Ehepaar hatte vier Kinder.
In den Jahren 1957 bis 1967 war Lehmann-Grube in der Hauptgeschäftsstelle des Deutschen Städtetags in Köln tätig. In den Jahren 1967 bis 1979 war er Beigeordneter der Stadtverwaltung Köln. Im Jahr 1979 wurde er Oberstadtdirektor der Stadt Hannover, die seit dem 23. November 1987 eine Partnerstadt Leipzigs ist.
Um als SPD-Kandidat an der DDR-Kommunalwahl vom 6. Mai 1990 in Leipzig teilnehmen zu können, nahm Lehmann-Grube im April 1990 die Staatsbürgerschaft der DDR an. Er gewann seinen Wahlkreis und wurde Stadtverordneter in Leipzig. Am 6. Juni 1990 wählte ihn die Stadtverordnetenversammlung zum Oberbürgermeister. Seine Amtszeit war vom „Leipziger Modell“ geprägt, dem alternativen politischen Versuch, Probleme über Partei- und Fraktionsgrenzen hinweg sachorientiert zu lösen. Bei den Direktwahlen der Oberbürgermeister vom 26. Juni 1994 wurde er mit großer Mehrheit im Amt bestätigt. 
Während Lehmann-Grubes Amtszeit wurde im Jahr 1996 das neue Messegelände eingeweiht sowie die Gemeinden Hartmannsdorf, Lausen, Plaußig und Seehausen nach Leipzig eingemeindet. Am 30. Juni 1998 ging Lehmann-Grube in den Ruhestand und übergab am 1. Juli 1998 die Geschäfte an seinen Parteikollegen und bisherigen Stellvertreter Wolfgang Tiefensee, der zu seinem Nachfolger gewählt worden war.
Lehmann-Grube starb im August 2017 im Alter von 84 Jahren im St.-Elisabeth-Krankenhaus in Connewitz an den Folgen einer Krebserkrankung. Die Beerdigung erfolgte am 14. August 2017 auf dem Südfriedhof in Leipzig.

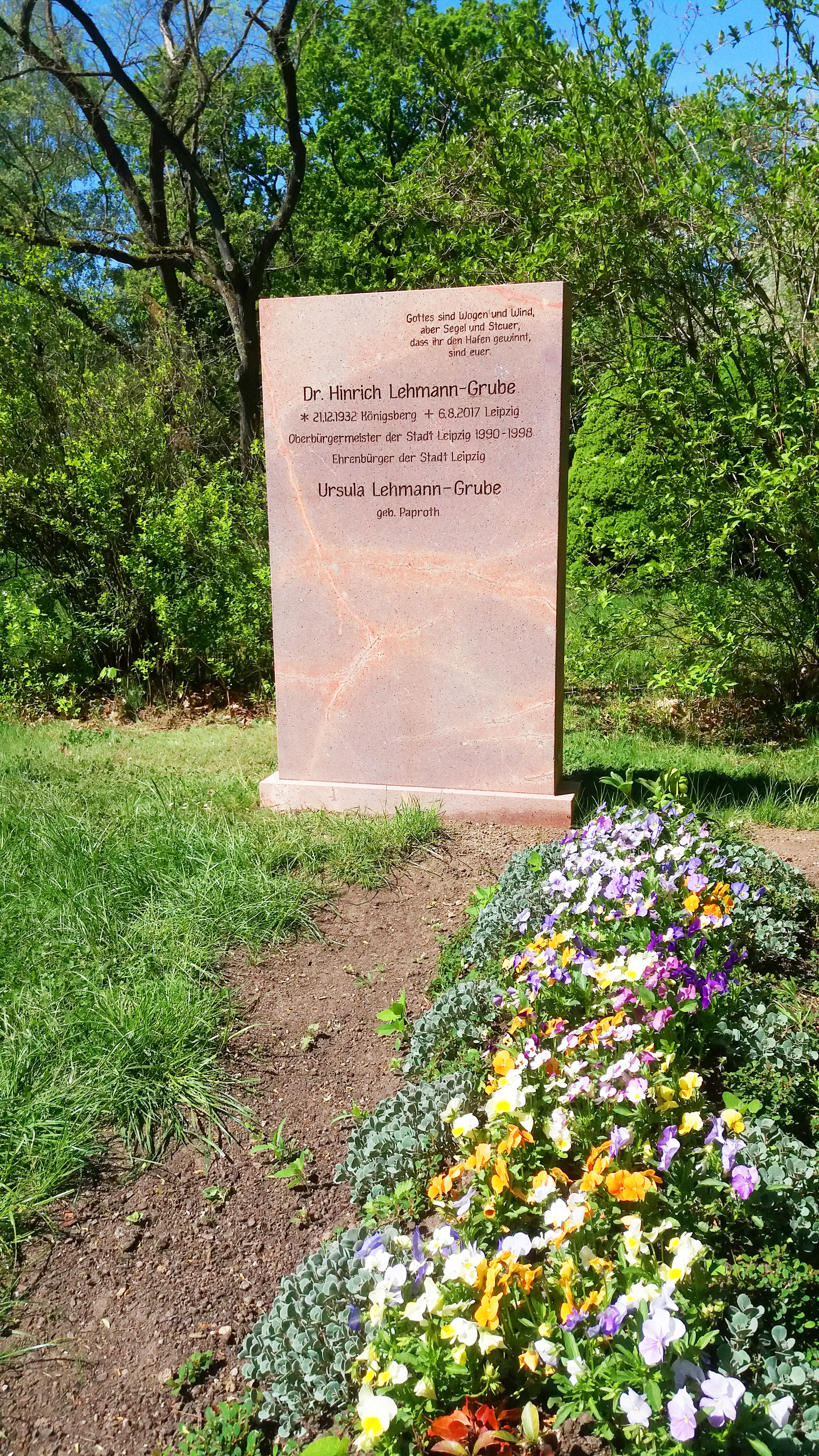
Ehrengrabstätte Hinrich Lehmann-Grube

## Ehrungen
- Am 14. Juli 1999 wurde Lehmann-Grube in Anerkennung seiner Verdienste als Oberbürgermeister 1990–1998 zum Ehrenbürger der Stadt Leipzig ernannt.[4]

## Würdigungen
- In seiner Sitzung am 24. Januar 2024 beschloss der Leipziger Stadtrat die Umbenennung der Teilfläche des Roßplatzes mit dem Mägdebrunnen in Hinrich-Lehmann-Grube-Platz. Die Umbenennung wird mit der Bekanntgabe im Leipziger Amtsblatt wirksam und nach Ablauf der Rechtsbehelfsfrist bzw. der Erschöpfung des Rechtsweges bestandskräftig.[5][6]

## Schriften
- Der Rückforderungsanspruch im Sozialrecht: Eine vergleichende Untersuchung auf den Gebieten der Sozialversicherung, der Kriegsopferversorgung, der Arbeitslosenversicherung, des Lastenausgleichs und der Sozialhilfe. Rechtswissenschaftliche Dissertation vom 25. Juli 1961, Universität Köln; Kohlhammer, Stuttgart 1962.
- Von der Macht: Betrachtungen zu einem politischen und soziologischen Phänomen. Buch & Media, München 2010, ISBN 978-3-86520-360-1.